# Spiegelprijs
De Spiegelprijs is een twee-jaarlijkse prijs die wordt uitgereikt aan een persoon of organisatie die zich inzet om een realistische beeldvorming van Afrika. De prijs wordt georganiseerd door het Fonds Patrick De Spiegelaere dat werd genoemd naar de overleden fotograaf Patrick De Spiegelaere.

## Winnaars
- 2008 - Koninklijke Vlaamse Schouwburg / Jan Goossens[1]
- 2009 - Dieter Telemans (fotograaf)[2]
- 2010 - Filip De Boeck (antropoloog - kunstenaar)
- 2012 - Sammy Baloji (fotograaf)[3]
- 2014 - Lieve Joris (auteur)[4]